# Ellen Andersson
Ellen Andersson (* 8. September 1991) ist eine schwedische Jazzsängerin.

## Leben und Wirken
Andersson wuchs in Linköping auf. Im Elternhaus wurde viel Musik gespielt, der Vater hörte Jazz. Sie besuchte Musikklassen in der Grundschule mit viel Chormusik und dann das Musikgymnasium, auf dem sie eine Popmusik-Ausbildung machte. Dann besuchte sie die Jazzausbildung an der Volkshochschule von Sommenbygden in Tranås, später dann in Skurup.
In Skurup gründete sie das Ellen Andersson Quartet mit Mitschülern, das versuchte, Jazzstandards frischer zu interpretieren, aber keinesfalls zu dekonstruieren. Ihr Debütalbum I’ll Be Seeing You (2016) wurde mit der Gyllene Skivan ausgezeichnet; auch erhielt sie von Sveriges Radio P2 als „Entdeckung des Jahres“ den Jazzkatten. 2020 veröffentlichte sie mit You Should Have Told Me das zweite Album mit ihrem Quartett (und Gastmusikern).
Andersson trat weiterhin mit dem Blue House Jazz Orchestra unter Leitung von Peter Asplund und Magnus Lindgren, mit Sveriges Radios Symfoniorkester und mit der Norrbotten Big Band auf. Mit dem Vokalensemble Touché war sie als Solistin an dessen Album But Beautiful beteiligt.